# 고세정
고세정(御所町)은 나라현 북서부, 미나미카쓰라기군에 속해있던 정이다. 현재의 고세시 중심부에서 북동부 일대에 해당한다. 중심 시가지에는 에도 시대의 거리 풍경이 전국적으로 봐도 잘 보존되어 있다. 중요 전통적 건조물군 보존 지구(중전건)의 가치가 있다고 지적되고 있지만, 고쇼시의 재정 사정등에서 선정은 실현되지 않았다.

## 역사
- 1889년 4월 1일 - 정촌제 시행에 의해  가쓰조군 고세정이 성립하였다.
- 1897년 4월 1일 - 군제 시행으로 미나미카쓰라기군이 성립하여 고세정은 미나미카쓰라기군 속하게 되었다.
- 1954년 1월 1일 - 아키쓰촌을 편입하였다.
- 1955년 2월 1일 - 와키가미촌을 편입하였다.
- 1958년 3월 31일 - 구즈촌, 다이쇼촌, 가쓰조촌과 합병해

## 교통

### 철도
- 일본국유철도
  - 와카야마선
- 긴키 닛폰 철도
  - 고세선

### 도로
- 1급국도 24호선 국도 제24호선